# Xanthocillin
Xanthocillin (auch Xanthocillin X) ist natürlich vorkommendes Antibiotikum aus der Stoffgruppe der Isonitrile.

## Vorkommen
Xanthocilin wurde als erstes natürliches Isonitril in dem Pilz Penicillium notatum entdeckt. Daneben kommt es auch in Aspergillus fumigatus vor.
Verschiedene strukturell ähnliche Moleküle kommen ebenfalls natürlich vor, darunter solche mit Methoxy- statt Hydroxy-Gruppen und eines mit Nitril- statt Isonitril-Gruppen.

## Biosynthese
Ein Vorläufer von Xanthocillin ist Tyrosin, das während der Biosynthese decarboxyliert wird. Die Stickstoffatome der Isonitril-Gruppen können ebenfalls aus Tyrosin zur Verfügung gestellt werden, nicht jedoch die C-Atome der Isonitril-Gruppen. Die Aminogruppe am Tyrosin wird in eine Isonitril-Gruppe umgewandelt, anschließend findet die Decarboxylierung statt. Die Dimerisierung dieses Intermediats wird durch ein Cytochrom-P450-Enzym katalysiert.

## Eigenschaften
Xanthocillin ist ein Antibiotikum, das gegen gram-positive und -negative Bakterien (z. B. Acinetobacter baumannii) sowie gegen Pilze wirkt. In einer Studie wurde die Inhibierung der Häm-Biosynthese als Mechanismus der antibakteriellen Wirkung ermittelt. In höheren Dosen wirkt es neurotoxisch.